# Hilpertsklingenbach
Der Hilpertsklingenbach ist der nicht ganz anderthalb Kilometer lange rechte Oberlauf des Echtbachs im Landkreis Schwäbisch Hall im nördlichen Baden-Württemberg. Er entsteht im Waldgebiet um die Burgruine Neuberg am Rande des Gemeindegebietes von Frankenhardt und fließt nach etwa südwestlichem Lauf nahe dem Einzelhof Hilpert der Kleinstadt Vellberg von rechts mit dem linken Seebach zusammen.

## Geographie

### Verlauf
Dicht am Steigenkopf der K 2665 von Vellberg-Großaltdorf nach Frankenhardt-Steinehaig liegt an der Westseite der Straße, gegenüber dem Abgang der auffällig breit und gut ausgebauten Waldstraße zum ehemaligen Militärdepot im Heiligenholz,  ein kleiner Wanderparkplatz, eingefasst von zwei Schotterwaldwegabgängen nach Westen ins Gewann Rosswart und nach Südwesten hinab in die Hilpertsklinge. Neben dem letzten entspringt nach wenigen Metern in einem steil eingeschnittenen Klingenriss im Gewann Wassernot auf etwa 472 m ü. NHN der Hilpertsklingenbach, der teilweise mäandrierend südwest- bis westwärts zwischen der Waldhöhe des Rosswarts rechts und dem Sporn der Neubergs links zu Tale fließt. Noch am Oberlauf nimmt er von rechts am Gewann Rappenklinge zwei kurze Zuflüsse aus Seitenklingen auf. Weiter abwärts wird der Klingenriss mit anfangs zuweilen überhängenden Baumnwurzeln zur flacheren und weiteren Mulde. Das Bachbett ist meist etwa einen, selten bis zwei Meter breit, im oberen Bereich teils mit Schutt überlagert, das Sediment darin ist anfangs sandig bis schlammig, gegen das Ende des Waldes zu läuft der Bach dann in einem grabenartigen Einschnitt in seiner Mulde, dessen Grund lehmig ist.
Nach etwa zwei Dritteln der Bachlänge öffnet sich der nun flache rechte Unterhang zu einer Aue, in der weniger als 100 Meter vom Lauf entfernt der Einzelhof Hilpert steht. Auf seinen letzten Metern passiert der  Hilpertsklingenbach am Spornfuß des Neubergs noch ein flächiges Auewäldchen am linken Ufer, dann fließt er weniger als 200 Meter südlich von Hilpert auf etwa 382 m ü. NHN mit dem Seebach zum Echtbach zusammen.
Der Hilpertsklingenbach ist 1,4 km lang, fällt auf dieser Strecke um etwa 90 Höhenmeter und hat ein mittleres Sohlgefälle von etwa 65 ‰. Außer den zwei erwähnten, am Oberlauf von der Rosswart-Seite mündenden Seitenbächen, beide allenfalls etwas über 0,2 km lang und ebenfalls zuweilen trocken, hat der Bach keine wesentlichen Zuflüsse. Der vom Parkplatz nahe der Quelle nach Hilpert hinunterführende, für den allgemeinen Verkehr gesperrte Waldweg schmiegt sich leicht in die kleinen Nebenklingen und bietet im oberen Bereich guten Einblick in die steile Hilpertsklinge.

### Einzugsgebiet
Der Hilpertsklingenbach hat ein etwa 0,6 km² großes Einzugsgebiet. Es liegt, naturräumlich gesehen, zur Gänze im Unterraum Burgberg-Vorhöhen und Speltachbucht der Schwäbisch-Fränkischen Waldberge. Der Unterraum erstreckt sich dort, sich mehr an der Waldkontur orientierend, über die Wasserscheide seines Kerngebietes Speltachbuch hinweg ins angrenzende Einzugsgebiet.
Die nordnordwestliche Wasserscheide durchläuft den Rosswart-Wald und trennt vom Einzugsgebiet des Baches aus der Brunnenklinge, der wenig abwärts der Vereinigung von Hilpertsklingen- und Seebach ebenfalls dem Echtbach zufließt. Im Nordosten grenzt im Bereich der Straßensteige der Kreisstraße der Einzugsbereich des Steppachs an, der oberhalb des Echtbachs wie dieser den Aalenbach speist. Dann folgt ein kurzes Stück östlicher Gebietsgrenze auf dem Neuberg-Sporn, jenseits derer ein anderer Seebach den dort merklich flacheren Geländeabfall über den Buchbach zur Speltach entwässert, einen Zubringer der Jagst; das Wasser des Aalenbachs dagegen läuft über die Bühler zum Kocher. Das letzte, wieder längere Stück der Gesamtwasserscheide auf dem Sporn des Neubergs trennt von der Klinge des anderen Echtbach-Oberlaufs Seebach. Die größte Höhe erreicht das Gelände mit etwa 481 m ü. NHN im Rosswart.
Auf weit überwiegenden Teil des Einzugsgebietes steht Wald, offen ist nur die rechte Aue um Hilpert und ein noch kleinerer Lichtungsstreifen auf dem schmalen Hochplateau des Neubergs, wo nahe an der Burgruine Neuberg, aber just schon auf der anderen Seite der Wasserscheide das heute unbewohnte Einzelhaus Neuberg der Gemeinde Frankenhardt steht.
Der Bach entspringt auf Frankenhardter Grund, folgt aber bald und längstenteils recht nahe der Gemeindegrenze von Frankenhardt links zu Vellberg rechts.

## Geologie
Der Bach entspringt wenig unter der Schichtgrenze zwischen dem auf dem überwiegenden Teil des Einzugsgebietes anstehenden Gipskeuper (Grabfeld-Formation) zum überlagernden Schilfsandstein (Stuttgart-Formation), der die Verebnungsflächen auf dem Neuberg-Sporn und oben auf dem Rosswart bedeckt und die einzige andere mesozoische Schicht im Einzugsgebiet ist.
Für das Anhydritbergwerk Kreuzhalde, dessen Zugangsstollen an der Kreuzhalde am linken Hang des Aalenbachstale in den Berg läuft, ist eine Konzession für bergmännischen Abbau erteilt, die sich auch auf Teile des Einzugsgebietes erstreckt. Der Abbau von Anhydrit und Gips hat unterirdisch anscheinend seine Grenzen noch nicht erreicht.

### LUBW
Amtliche Online-Gewässerkarte mit passendem Ausschnitt und den hier benutzten Layern: Lauf und Einzugsgebiet des Hilpertsklingenbachs

Allgemeiner Einstieg ohne Voreinstellungen und Layer: Daten- und Kartendienst der Landesanstalt für Umwelt Baden-Württemberg (LUBW) (Hinweise)
1. 1 2 3  Höhe nach dem Höhenlinienbild auf dem Hintergrundlayer Topographische Karte.
2. ↑  Länge nach dem Layer Gewässernetz (AWGN).
3. ↑  Einzugsgebiet abgemessen auf dem Hintergrundlayer Topographische Karte.
4. ↑  Länge abgemessen auf dem Hintergrundlayer Topographische Karte.

### Andere Belege
1. ↑  Wolf-Dieter Sick: Geographische Landesaufnahme: Die naturräumlichen Einheiten auf Blatt 162 Rothenburg o. d. Tauber. Bundesanstalt für Landeskunde, Bad Godesberg 1962. → Online-Karte (PDF; 4,7 MB)
2. ↑  Geologie nach den Layern zu Geologische Karte 1:50.000 auf: Mapserver des Landesamtes für Geologie, Rohstoffe und Bergbau (LGRB) (Hinweise)
3. ↑  Anhydritbergwerk Kreuzhalde nach den Layern zu Rohstoffgeologie auf: Mapserver des Landesamtes für Geologie, Rohstoffe und Bergbau (LGRB) (Hinweise).